# D'Nash
Os D'nash é uma boy band que representou a Espanha no Festival Eurovisão da Canção 2007. 

## Integrantes
- Basty, Esteban Piñero Camacho (Cádiz, 28 de fevereiro de 1981)
- Mikel, Michael Hennet Sotomayor (Puerto de la Cruz, 20 de janeiro de 1983
- Javi, Francisco Javier Álvarez Colinet (Sevilla,30 de abril  de 1983